# The Time Being
The Time Being è un film del 2012 scritto e diretto da Nenad Cicin-Sain, con protagonista Wes Bentley.

## Produzione
Le riprese del film sono state effettuate a Venice (California).

## Distribuzione
Il film è stato presentato il Toronto International Film Festival l'11 settembre 2012 ed al Newport Beach Film Festival il 25 aprile 2013.
Il primo trailer viene diffuso il 28 giugno 2013.
La pellicola verrà distribuita nelle sale cinematografiche statunitensi a partire dal 26 luglio 2013.